# Éric Heyer
Pour les articles homonymes, voir Heyer.
 (juillet 2024).
Éric Heyer, né le 13 mai 1967 à Aix-en-Provence, est un économiste français.
Spécialiste du marché du travail, il traite également de sujets tels que les retraites, la crise économique ou l’austérité. Il réalise de nombreuses prévisions conjoncturelles et modélisations, notamment dans le cadre de publications de l’OFCE.

## Biographie

### Formation
En 1991, Éric Heyer est titulaire d'un DEA en politiques économiques et financières, obtenu à l'université de la Méditerranée Aix-Marseille II, puis un magistère d’ingénieur économiste au sein de cette même université.
En 1998, il est titulaire d'un doctorat en sciences économiques, avec comme thèse les « Rigidités de l’offre et degrés d’utilisation des équipements en France », obtenu dans la même université.

### Carrière
Il est professeur d’économie à Sciences Po Paris, à la SKEMA Business School, et à l'université de la Méditerranée Aix-Marseille II à partir de 2010, après avoir été professeur associé depuis 2007.
Avant d’être directeur du département analyse et prévision à l'Observatoire français des conjonctures économiques (OFCE), à partir de décembre 2014, il a été directeur adjoint de ce même département à partir de janvier 2002. Il était auparavant chargé d’études à l'OFCE.
Il est nommé le 21 mars 2018 pour une durée de cinq ans membre du Haut Conseil des finances publiques par Vincent Éblé le président de la commission des finances du Sénat, en remplacement de Mathilde Lemoine,.

### Autres activités
Il est membre du conseil économique de Flornoy & Associés Gestion.
Il intervient régulièrement dans les médias et a été chroniqueur sur Europe 1.

## Prises de position
Éric Heyer est généralement rattaché au néokeynésianisme.
Dans le cadre de ses fonctions à l’Observatoire français des conjonctures économiques (OFCE), il soutient la politique de François Hollande sur le chômage des jeunes, en début de mandat, et recommande de poursuivre une « politique de croissance » plutôt qu’un objectif de réduction du déficit budgétaire.
En juin 2016, il s’oppose à Jean Tirole en affirmant que la réduction du temps de travail n'est pas une « ineptie ». Contrairement au prix Nobel d'économie qui met en avant les « lois économiques scientifiques », parce que vérifiées par les études publiées, prouvant que la réduction du temps de travail n'a aucun effet positif sur l'emploi, Heyer argumente que l'économie n'est pas « une science dure, exacte » et que les 35 heures (soutenues par l'OFCE en 1997) ont été bénéfiques pour l'emploi, sans néanmoins comparer l'évolution de l'emploi en France par rapport à ses voisins européens durant la même période.

## Publications
Éric Heyer dirige chaque année avec l'OFCE L’Économie française de cette année, aux éditions La Découverte. De même, il publie chaque année avec l'OFCE et Sciences Po Paris, et en collaboration directe avec le Sénat et le ministère du Travail, les perspectives à moyen terme de l’économie française.
- Contribution à France 2012 : E-book de campagne à l’usage des citoyens
- Une autre voie est possible, 2018, Éditions Flammarion, avec Pascal Lokiec et Dominique Méda